# Farinha de falha

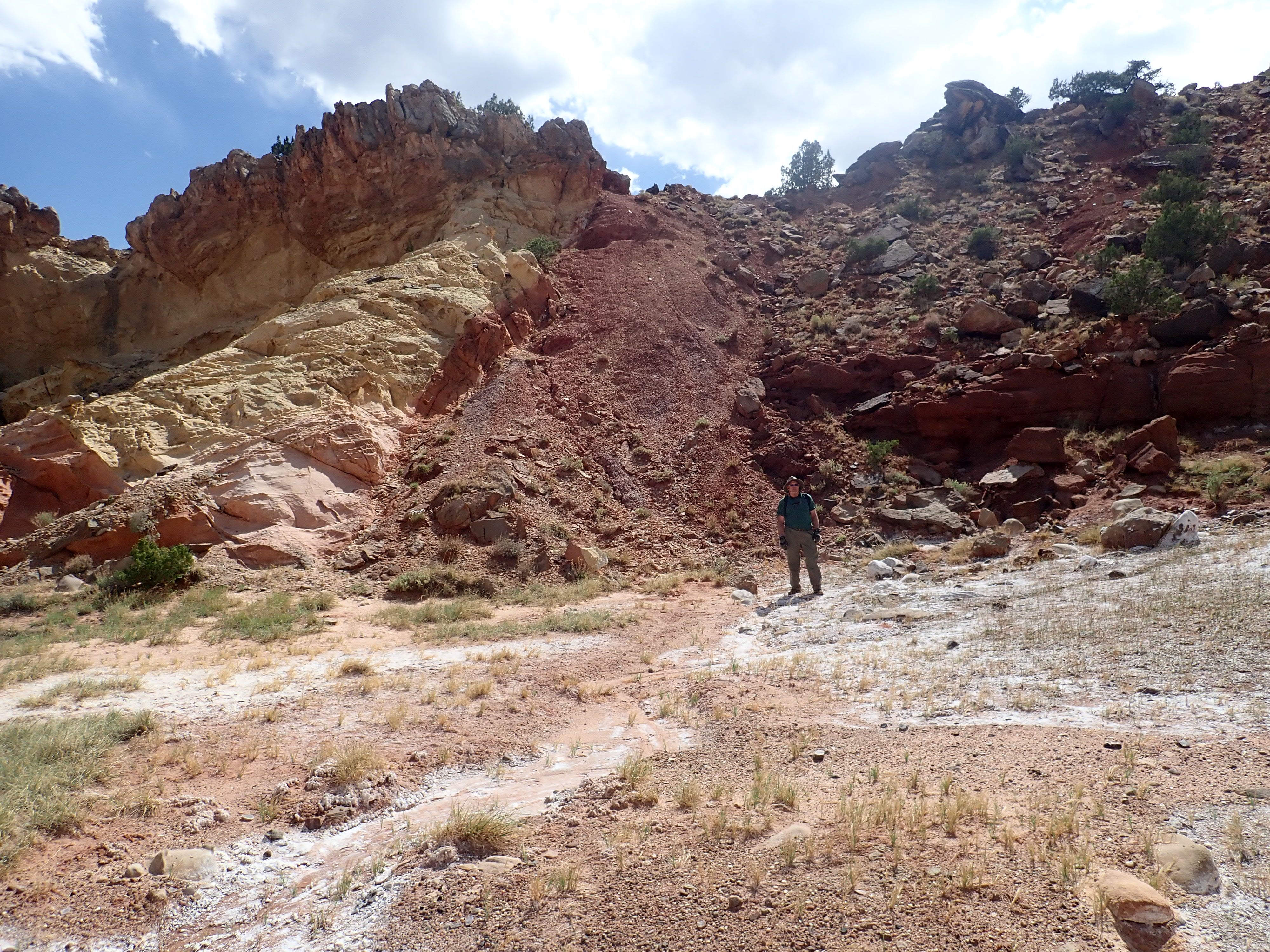
A falha de Canones, que separa o rift do Rio Grande (à esquerda) do Planalto do Colorado (à direita). A falha é marcada por uma espessa camada de farinha de falha vermelha entre arenitos jurássicos e leitos de gesso.

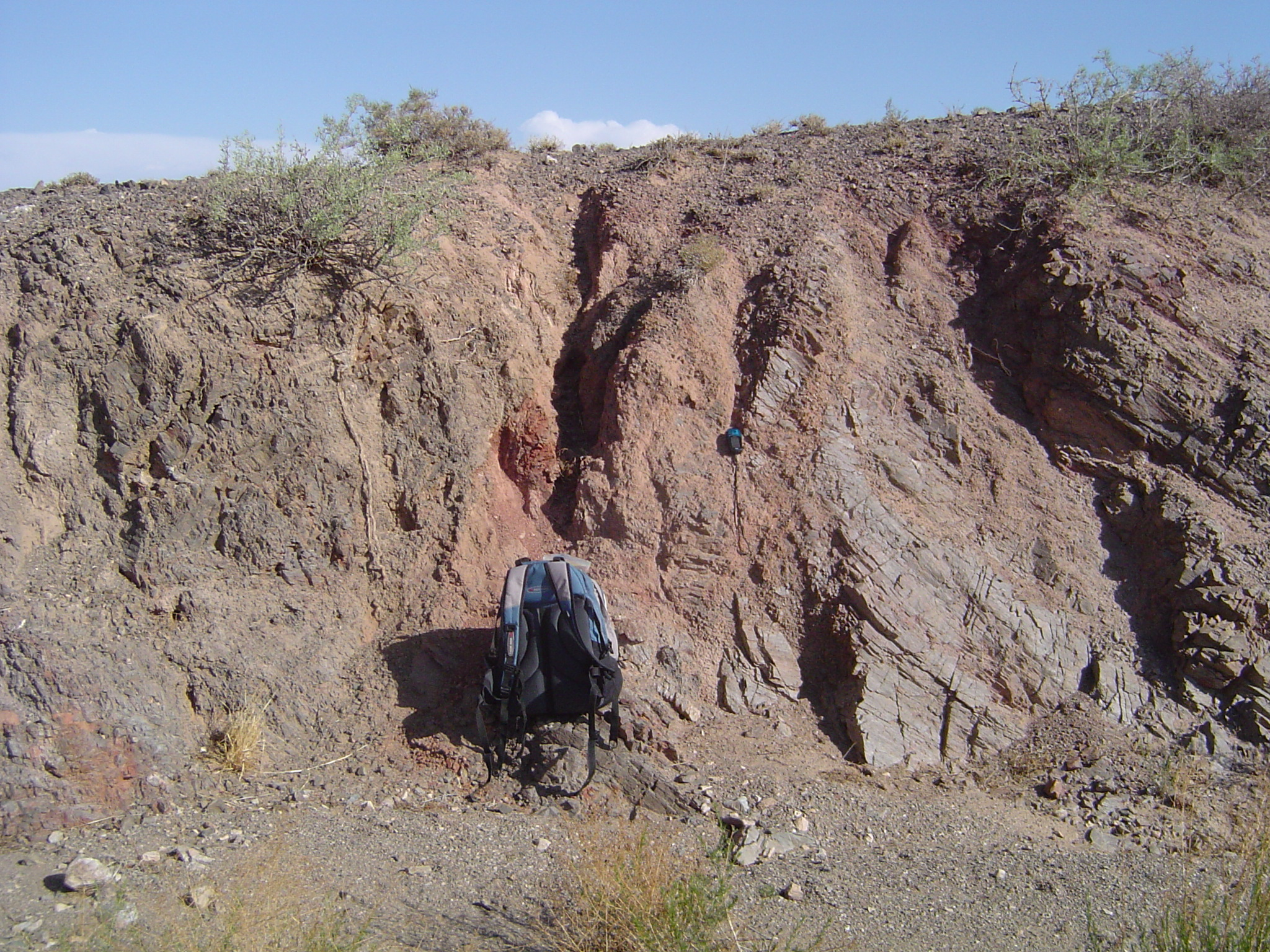
Superfície de fractura vertical (acima da mochila) com kakirito cor de salmão.

Kakirito, goiva de falha, farinha de falha, farinha de rocha ou gouge, é a designação dada em geologia à rocha moída em planos de falha que se apresenta friável (incoesa) e pulverulenta, com menos de 30% de clastos > 2 mm de diâmetro, cuja presença indica condições termodinâmicas pouco profundas da crusta, sem as recristalizações dinâmicas que originam rochas como os milonitos e cataclasitos. Esta rocha ocorre quando a cataclase é tão intensa que ocorre a moagem da rocha original até uma granulometria muito fina.
A designação «kakirito» (nome derivado do lago Kakir, do norte da Suécia) foi introduzido por Fredrik Svenonius, em 1900, para designar rochas não consolidadas primárias com uma textura caótica não direcional, que se formam por deformação fracturada em resultado de tensões tectónicas. Os kakiritos e as rochas geneticamente semelhantes são resumidos sob a designação genérica de «rochas com uma estrutura de deformação» ou «rochas cataclásticas».

## Descrição
A goiva de falha é um tipo de rocha de falha melhor definida pela sua granulometria. É encontrado como rocha de falha incoesa (rocha que pode ser quebrada nos seus grânulos componentes no afloramento atual, apenas com a ajuda dos dedos), com menos de 30% de clastos > 2 mm de diâmetro. A goiva de falha forma-se em zonas de falha próximas da superfície com mecanismos de deformação frágil. Existem várias propriedades da goiva de falha que influenciam a sua resistência, incluindo a composição, o teor de água, a espessura, a temperatura e as condições de taxa de deformação da falha.

### Propriedades
A resistência à rotura de uma goiva de falha depende da sua composição, do seu teor em água, da sua espessura, da sua temperatura e pode ser facilmente afetada por quaisquer alterações na tensão normal efectiva e na taxa de deslizamento. Todos estes parâmetros têm um significativo efeito sobre o coeficiente de atrito.
Tal como nas restantes rochas, a lei de Byerlee (proposta pelo gofísico australiano James Douglas Byerlee) é utilizada para descrever a sua força de atrito. O seu teor é o seguinte:{\displaystyle \tau =\mu *\sigma {\scriptstyle {\text{n}}}}onde:
- {\displaystyle \tau } = tensão de corte
- {\displaystyle \mu } = coeficiente de atrito
- {\displaystyle \sigma {\scriptstyle {\text{n}}}} = tensão normal

Como o valor tende a ser muito inferior ao das rochas encaixantes, as camadas de goiva de falha tendem a facilitar o deslizamento das falhas onde ocorrem. Contudo, a composição terá um forte impacto no comportamento de deslizamento da falha. Uma elevada resistência à fricção está associada a uma composição rica em minerais resitentes à abrasão, como o quartzo e os feldspatos.
A composição e a concentração de minerais argilosos afectam o comportamento da falha na crosta frágil.  As falhas dominadas por minerais de argila (montmorilonite, ilite e clorite) são consistentemente mais fracas. Aquelas com alta concentração de montmorilonite são significativamente mais fracas do que as que apresentam uma composição rica em clorite ou ilite.
A composição também afecta a permeabilidade de uma goiva de falha, sendo um parâmetro importante no controlo da mecânica das falhas e da estabilidade por fricção. A presença de água reduz a resistência à fricção entre os grãos de minerais do grupo dos filossilicatos, a que acresce que a permeabilidade antes do cisalhamento é geralmente maior do que após a deformação.
No entanto, a influência do cisalhamento varia de acordo com a composição. Por exemplo, com montmorilonite ou ilite, uma diminuição acentuada é visível na permeabilidade pós-cisalhamento. No entanto, com minerais como a clorite, a maior permeabilidade será mantida mesmo após o cisalhamento. Como os cristais de clorite se formam a pressão e temperatura mais altas, é mais provável que permaneçam como agregados maiores nas zonas de cisalhamento em comparação com o tamanho menor dos grãos de montmorilonite ou ilite, o que explica por que a permeabilidade é menos afetada. As goivas de falha ricas em clorite e quartzo mantêm a sua elevada permeabilidade até uma profundidade significativa.
Por outro lado, as falhas com baixa permeabilidade, tais como as falhas com alto teor de minerais argilosos, são mais susceptíveis de desenvolver altas pressões nos poros porque o fluxo de fluido é incapaz de se difundir.
A espessura da camada de farinha de falha aumenta ao longo do tempo com a acumulação de eventos de deslizamento ao longo de uma falha. Uma maior espessura de goiva de falha está associada a graus mais elevados de pressão de fluido de poros.
Como já foi referido, a resistência ao atrito de uma goiva de falha pode alterar-se com a variação da temperatura. No entanto, o seu efeito difere consoante a composição mineral. Por exemplo, no caso das rochas de quartzo, um aumento da temperatura irá provavelmente diminuir o coeficiente de atrito, enquanto uma diminuição da temperatura leva a um aumento do coeficiente de atrito.

### Formação
A formação de goivas de falha resulta da localização de tensão nas zonas de falha em condições de fragilidade (ruptilidade) perto da superfície da Terra. A trituração e a moagem dos dois lados da falha movendo-se um ao longo do outro resulta na redução e fragmentação do tamanho do grão. Primeiro, forma-se uma brecha de falha com mais material fragmentado e, com a trituração contínua, a rocha transforma-se numa goiva de falha com menos fragmentos e mais pequenos, aumentando a interação fluido-rocha para alterar alguns minerais e produzir argila. Tanto a taxa como a forma de deslizamento numa zona de falha, bem como os fluidos disponíveis, podem determinar a formação de diferentes variedades de rocha de falha.
Os fluidos dos poros desempenham um importante papel na formação destas rochas. A formação de falhas é determinada pelas condições de tensão na crosta terrestre. A pressão do fluido nos poros da rocha pode reduzir significativamente a tensão necessária para induzir a formação de falhas, reduzindo a tensão normal efectiva. A formação de goivas de falha pode diminuir a permeabilidade da rocha através da criação de minerais de argila, levando a pressões mais altas dos fluido dos poros numa zona localizada e à concentração do deslizamento dentro da camada de farinha de falha.
A deformação cataclástica é um dos principais modos de formação de falhas, pois a falha é um produto comum da cataclase em condições de baixa pressão e temperatura. Depende do atrito e é considerado um mecanismo de deformação rúptil.  A cataclase envolve a granulação de grãos devido tanto à fratura frágil quanto à rotação rígida do corpo - onde a rotação rígida do corpo ocorre quando os grãos minerais exibem rotação de acordo com o sentido do corte do plano de falha. A intensidade da cataclase correspondente é exibida por uma diminuição no tamanho médio dos grãos. Além disso, o desenvolvimento de falhas também pode ser acompanhado por uma degradação na uniformidade granulométrica.

### Classificação
As rochas de falha podem ser classificadas em termos das suas texturas, embora as divisões sejam frequentemente graduais. De acordo com o esquema de classificação proposto por Richard H. Sibson em 1977, a goiva de falha é definida como uma rocha incoesa, com tecido orientado aleatoriamente, contendo menos de 30% de fragmentos visíveis à vista desarmada (clastos > 2 mm de diâmetro). Uma rocha de falha incoesa com mais de 30% de fragmentos visíveis é considerada uma brecha de falha e as rochas de falha coesivas integram a série dos cataclasitos (não foliada) ou do milonito (foliada). A classificação foi posteriormente modificado para incluir cataclasitos foliados.
Este esquema de classificação foi ainda mais simplificado para facilitar a classificação no campo. Definiu a goiva de falha como uma rocha com menos de 30% de clastos > 2 mm encontrada como rocha de falha incoesa no afloramento atual. Com base neste esquema de classificação, as brechas de falha podem sofrer subdivisão (como brechas caóticas, de mosaico e de crepitação). Esta subdivisão permite que as brechas de falha sejam foliadas ou não foliadas, coesivas ou incoesivas, bem como conter ou não uma matriz de granulação fina, pequenos clastos e até mesmo cimento cristalino em proporções variáveis.